# مارك رشيد
مارك رشيد (بالإنجليزية: Mark Rashid)‏ هو مدرب خيول أمريكي، ولد في القرن العشرين.